# Innere Stadt
Innere Stadt (; in italiano città interna) è il primo distretto di Vienna, in Austria e corrisponde al centro storico, una volta circondata dalle mura prima dell'abbattimento delle medesime e l'espansione della città cominciata nel 1850 con la fusione delle regioni circostanti.
Tradizionalmente è divisa in quattro quartieri, chiamati secondo le corrispondenti principali porte d'accesso alla città: Stubenviertel (Nordest), Kärntner Viertel (Sudest), Widmerviertel (Sudovest), Schottenviertel (Nordovest). Dai distretti più esterni della città, è delimitata dalla famosa Ringstraße.
Tutto il distretto è considerato patrimonio dell'umanità dall'UNESCO. Nella XLI sessione del Comitato per il patrimonio dell'umanità, il 6 luglio 2017 il centro storico di Vienna è stato inserito nella Lista dei patrimoni dell'umanità in pericolo a causa di un progetto di costruzione di un grattacielo all'interno dell'area del sito che rischia di danneggiarne la forma architettonica e il valore universale che da essa deriva.

## Politica

### Presidenti del distretto
| Presidenti dal 1945        | Presidenti dal 1945 |
| -------------------------- | ------------------- |
| Theodor Köpl (KPÖ)         | 4/1945-7/1945       |
| Fritz Schuckeld (SPÖ)      | 7/1945-10/1945      |
| Adolf Planek (SPÖ)         | 10/1945-1946        |
| August Altmutter (ÖVP)     | 1946-1948           |
| Franz Eichberger (ÖVP)     | 1948-1951           |
| Otto Friesinger (ÖVP)      | 1951-1968           |
| Heinrich Anton Heinz (ÖVP) | 1968-1987           |
| Richard Schmitz (ÖVP)      | 1987-2001           |
| Franz Grundwalt (ÖVP)      | 2001-2005           |
| Ursula Stenzel (ÖVP)       | 2005-               |